# Heimskringla

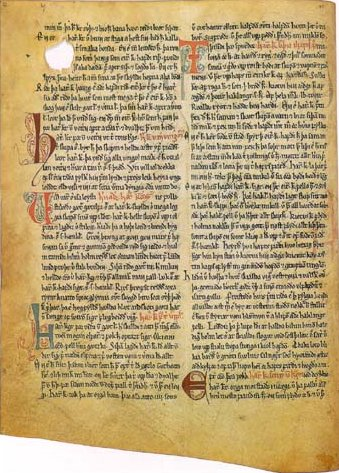
Una de les pàgines de lHeimskringla

S'anomena Heimskringla (L'orbe del món) un aplec de sagues històriques redactades a Islàndia al voltant dels anys 1225 - 1230 pel polític, historiador, teòric de la literatura i escalda Snorri Sturluson; també és coneguda amb el nom d'Històries dels reis de Noruega (Nóregs konunga sǫgur). El mot heimskringla, que també apareix en norrè occidental antic amb les variants heimsins kringla i kringla heimsins, significa el mateix que el terme grec οἰκουμένη i el llatí orbis terrarum o orbis terrae —del qual possiblement és un calc—, ço és, 'la part del món habitada per l'ésser humà'. Els mots orbis terrae i orbis terrarum es troben emprats per primer cop per Ciceró en els discursos Defensa de Publi Sesti («qui locus orbi terrae iam non erat alicui destinatus?»), Contra Verres («Catule, displiceat, cuius amplissimum orbi terrarum clarissimumque monumentum est, quam plurimos esse custodes monumentorum et putare omnis bonos») i Sobre la llei agrària («Ager Campanus orbis terrae pulcherrimus i permittitur infinita potestas orbis terrarum, gentiumque omnium»). Tant orbis terrae/orbis terrarum com heimsins kringla / kringla heimsins designen el món, no pas com una esfera, sinó com un disc rodó o circular, i això no pot pas ser coincidència. La conclusió més lògica consisteix a assumir que el mot norrè fou creat a partir del model del mot ciceronià —o llatí— i revela, indirectament, el grau de formació que Snorri tenia.
És una col·lecció de setze relats que abasten uns quatre segles d'història i se centren en les vides dels reis de Noruega, des d'uns inicis llegendaris en la dinastia sueca de la cases dels Ynglings fins a la mort d'Eystein Meyla el 1177.

## Títol
El títol li'n prové de la primera frase de la Ynglingasaga:
| «                                | kringla heimsins, sú er mannfólkit byggvir, er mjǫk vágskorin; ganga hǫf stór ór útsjánum inn í jǫrðina. Er þat kunnigt, at haf gengr frá Nǫrvasundum ok alt út til Jórsalalands; af hafinu gengr langr hafsbotn til landnorðrs, er heitir Svartahaf. Þá skilir heimsþriðjungana; heitir fyrir austan Ásía, en fyrir vestan kalla sumir Evrópa, en sumir Enea. En norðan at Svartahafi gengr Svíþjóð in mikla eða in kalda; Svíþjóð ina miklu kalla sumir menn eigi minni en Serkland it mikla; sumir jafna henni við Bláland it mikla; inn nørðri hlutr Svíþjóðar liggr óbyggðr af frosti ok kulða, svá sem inn syðri hlutr Blálands er auðr af sólarbruna. Í Svíþjóð eru stórheruð mǫrg; þar eru ok margs konar þjóðir ok margar tungur; þar eru risar ok þar eru dvergar, þar eru blámenn, ok þar eru margs konar undarligar þjóðir; þar eru ok dýr ok drekar furðuliga stórir. Ór norðri frá fjǫllum þeim, er fyrir utan eru byggð alla, fellr á um Svíþjóð, sú er at réttu heitir Tanais, hon var forðum kǫlluð Tanakvísl eða Vanakvísl; hon kømr til sjávar inn í Svartahaf. Í Vanakvíslum var þá kallat Vanaland eða Vanaheimr. Sú á skilr heimsþriðjungana; heitir fyrir austan Ásía, en fyrir vestan Evrópa | » |
| — Snorri Sturluson, Heimskringla | |   |

'[La costa de] l'orbe del món habitat pels humans presenta nombroses cales i badies. Grans mars entren terra endins des de l'oceà. Com se sap, una mar s'estén des de Njǫrvasund —l'estret de Gibraltar—, fins a Jórsalaland —Palestina. D'aquesta mar, en surt una gran badia cap al nord-est. Aquesta gran badia es diu la mar Negra i separa dues parts del món. La part oriental es diu Àsia, i l'occidental, adés s'anomena Europa, adés Enea. Al nord de la mar Negra, s'estén la gran Suècia, dita també la Suècia freda. Alguns consideren la gran Suècia no pas menys gran que la gran Aràbia (Serkland it mikla) i alguns la tenen per igual de gran que el gran Magrib (Bláland it mikla, Àfrica?)'.

## Contingut
L'Heimskringla conté les sagues següents:
1. Saga dels Ynglings. Títol original: Ynglingasaga.
2. Saga d'Halfdan el Negre. Títol original: Hálfdans saga svarta.
3. Saga d'Harald Bells-cabells (mort ca. 931). Títol original: Haralds saga ins hárfagra.
4. Saga d'Hakon el bo (mort ca. 961). Títol original: Hákonar saga góða.
5. Saga del rei Harald Grafeld (mort ca. 969). Títol original: Haralds saga gráfelds.
6. Saga del rei Olaf Tryggvason (mort el 1000). Títol original: Óláfs saga Tryggvasonar.
7. Saga d'Olaf Haraldson (mort el 1030). Títol original: Óláfs saga Haraldssonar, o Óláfs saga ins helga.
8. Saga de Magnus, el Bo (mort el 1047). Títol original: Magnúss saga góða.
9. Saga d'Harald el Sever (mort el 1066). Títol original: Haralds saga harðráða.
10. Saga d'Olaf el Pacífic (o el Tranquil) (mort el 1093). Títol original: Óláfs saga kyrra.
11. Saga de Magnus, Cames-despullades (mort el 1103). Títol original: Magnúss saga berfœtts.
12. Saga de Sigurd, el Croat (mort el 1130) i els seus germans. Títol original: Sigurðar saga Jórsalafara ok brœðra hans o Magnússona saga.
13. Saga de Magnus, el Cec (destronat el 1135). Títol original: Magnúss saga blinda.
14. Saga de Sigurd (mort el 1155), Eystein (mort el 1157) i Inge (mort el 1161), els fills d'Harald. Títol original: Inga saga Haraldssonar o Saga Inga konungs ok brœðra hans.
15. Saga d'Hakon Espatlles amples (mort el 1162). Títol original: Hákonar saga herðibreiðs.
16. Saga de Magnus Erlingsson (mort el 1184). Títol original: Magnúss saga Erlingssonar.

## Manuscrits
L'Heimskringla ens és pervinguda en nombrosos manuscrits, totalment i parcial, entre els quals destaquem:
- AM 35, fol
- SKB 18, fol., pap.
- AM 37, fol.
- AM 39, fol

Explicació de les sigles:
- AM: Bibliotheca Arnamagnæana de Copenhaguen.
- SKB: Stockholms Kungliga Biblioteket (= Sveriges Nationalbibliotek) de Stockholm.

La versió continguda en els manuscrits AM 35 és una còpia en paper feta a la segona meitat del segle xvii a partir d'un original en pergamí, conegut amb el nom de Kringla, que pertanyia a la Biblioteca de la Universitat de Copenhaguen i que, amb l'excepció d'un únic full, es va cremar en el gran incendi de Copenhaguen de 1728. El full que es va salvar es va guardar a la Biblioteca Reial de Stockholm amb la signatura Cod. Holm. Isl. Perg. fol. nr. 9. El rei Carles XVI Gustau de Suècia el lliurà el 10 de juny del 1975 al president d'Islàndia, Kristján Eldjárn. D'aleshores ençà, es guarda al Landsbókasafn de Reykjavík.
La versió continguda al manuscrit SKB 18 fol., pap. de la Biblioteca Reial de Stockholm, fou feta a partir del manuscrit en pergamí Kringla per l'islandès Jón Eggertsson (traspassat el 1689); al final de la còpia, hi consta que aquesta fou acabada de fer el 27 de gener de l'any 1682.
La versió continguda en el manuscrit AM 37 fol. és una còpia en paper de l'original en pergamí conegut amb el nom de Jöfraskinna. Aquest original s'és perdut amb l'excepció de quatre fulls, guardats actualment a la Biblioteca Reial de Stockholm, un full guardat a Copenhaguen, i mig full guardat al Norske Riksarkiv d'Oslo. La còpia en paper fou feta per Jens Nielssön (traspassat el 1600) entre els anys 1567 i 1568. N'hi ha una altra còpia en paper, AM 38 fol., enllestida per Ásgeir Jónsson el 1698.
Finalment, la versió continguda en el manuscrit AM 39 fol. està formada per una col·lecció de 49 fragments, en llur majoria dels segles xvii i xviii, que va arreplegar de diverses fonts el mateix Arni Magnússon.

## Edicions
- Heimskringla eller Norges Kongesagaer af Snorre Sturlassøn, udgivne ved Carl Rikard Unger. Christiania: trykt hos Brøgger & Christie, [1864-]1868. (Det Norske Oldskriftselskabs Samlinger. Bd. Nr. 4, 7, 9 og 10).
- Heimskringla eða Sögur Noregs konunga Snorra Sturlusonar. Ed. a cura de Nils Linder i H. A. Haggson. 3 volums. Uppsala: W. Schultz' Boktrykkeri, 1869-1872.
- Finnur Jónsson: Heimskringla - Nóregs konunga sǫgur af Snorri Sturluson. Udgivne for Samfund til udgivelse af gammel nordisk litteratur ved Finnur Jónsson. Quatre volums. København: S. L. Møllers Bogtrykkeri, 1893-1901 (SUGNI -. Vol. 23)
- Snorri Sturluson - Heimskringla. Bjarni Aðalbjarnarson gaf út. Tres volums. Reykjavík: Hið Íslenzka Fornritafélag, 1941-1951 (Íslenzk Fornrit, Bd. 26-28).
- STURLUSON, Snorri / LAGARDA, Ferran (2020). Heimskringla. La epopeya vikinga de Sigurd el Cruzado, terror de Menorca, conquistador de Sidón, rey de Noruega. Alfajarín: 2020. ISBN 9788496810693
- Riutort, Macià. «Breu notícia d'una incursió norrena a les Balears (a. D. 1109) continguda a la Heimskringla de Snorri Sturluson» (en català). Actes del Congrés «Deutsch in Spanien aus der Sicht der europäischen Integration.   Revista FÒRUM 5, 1991. [Consulta: 12 desembre 2020].

## Traduccions
Macià Riutort de la Universitat Rovira i Virgili n'ha traduït al català la part referida a les Illes Balears, i algun altre fragment de, de la Croada noruega.